# Allennes-les-Marais

Allennes-les-Marais este o comună în departamentul Nord, Franța. În 1 ianuarie 2022 avea o populație de 3.549 de locuitori.